# Protelphidium
Protelphidium es un género de foraminífero bentónico de la subfamilia Nonioninae, de la familia Nonionidae, de la superfamilia Nonionoidea, del suborden Rotaliina y del orden Rotaliida. Su especie tipo es Protelphidium hofkeri. Su rango cronoestratigráfico abarca desde el Daniense (Paleoceno inferior) hasta el Oligoceno.

## Clasificación
Se han descrito numerosas especies de Protelphidium. Entre las especies más interesantes o más conocidas destacan:
- Protelphidium hofkeri

Un listado completo de las especies descritas en el género Protelphidium puede verse en el siguiente anexo.